# Herchen
Herchen ist ein Ort in der Gemeinde Windeck im Rhein-Sieg-Kreis in Nordrhein-Westfalen.

## Lage
Herchen liegt an der Sieg zwischen Bergischem Land und Westerwald, eingebettet in bewaldete Höhen.

## Geschichte

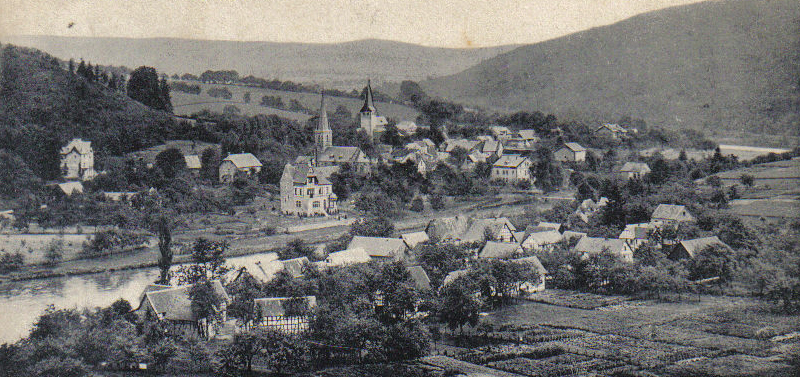
Herchen um 1900 mit seinen Fachwerkhäusern in Übersehn und den beiden Kirchen

Herchen gehörte auch einmal zum Kreis Siegen

Die frühere Bezeichnung von Herchen ist Herchingen, es geht also zumindest auf eine fränkische Gründung zurück. Die erste urkundliche Erwähnung zu den Rechten der Kirche Sankt Peter stammt aus dem Jahr 1131. Der auf der anderen Siegseite liegende Ortsteil Übersehn wird 1394 erstmals erwähnt. Dann wird ein vermutlich 1247 gegründetes Kloster Herchen erwähnt, welches aber schon 1581 aufgelöst und dem Kloster Merten unterstellt wird. Von den Gebäuden des Klosters ist heute noch eine Bruchsteinwand und der Klosterbrunnen zu sehen. Die 1702 zum Andenken erbaute Antoniuskapelle steht noch im Ort.
Am 5. März 1384 wurde zwischen dem Propst von St. Cassius zu Bonn, Nikolaus von Riesenburg und dem Kapitel dieses Stifts unter Vermittlung von Erzbischof Friedrich ein gütlicher Vergleich herbeigeführt, dass u. a. von den Gütern in Herchen (Hergingen) 11 kölnische Mark und 3 Schilling an den Kellner (Cellarius) zu geben sind. 
1398 verpfändete Herzog Wilhelm von Berg an Graf Gerhard von Sayn die Orte Much, Herchen, Dattenfeld und Wahlscheid. Wann Herchen ausgelöst wurde, ist unbekannt.
1477 traf sich Herzog Wilhelm von Jülich-Berg mit Graf Gerhard von Sayn in Herchen, 1500 wurde ein Treffen von ihm mit dem Grafen von Wied in Herchen erwähnt.
1492 ließ Herzog Wilhelm von Jülich-Berg in Herchen vier weiße Tücher kaufen, auch Hermann von Weinsberg kaufte von seinem „Schroder und Gwantsnider“ 4½ Ellen „swartz hercheners doichs“ für einen Mantel. 1645 wurden in Herchen vier Walkmühlen erwähnt.
1789 gehörte das Kirchspiel Herchen zum Amt Blankenberg im Herzogtum Berg und bestand aus den Honschaften Herchen, Höhe, Röcklingen und Stromberg. Das Kirchspiel Herchen hatte eine Größe von ca. 2380 ha. 1792 gab es im Kirchspiel Herchen 490 Katholiken und 528 Lutheraner.
1830 wurde eine Erhebung veröffentlicht. Danach umfasste die Bürgermeisterei Herchen, 2 Dörfer, 27 Weiler und 3 Höfe, mit 6 Kirchen und Kapellen, 7 öffentliche Gebäude, 467 Privatwohnhäuser, 5 Mühlen, 447 Scheunen und Ställe. Die Einwohnerzahl betrug 1816: 2150, 1825: 2386, 1828: 2553. Davon waren 1278 männlich, 1275 weiblich, 1757 evangelisch, 783 katholisch, 13 jüdisch.
In dem Kirchdorf Herchen gab es eine Pfarrkirche und 171 Einwohner. Die Weiler Altenherfen hatten 26, Gutmannseichen 39, Gerressen 175, Lüttershausen 78, Niederrieferath 87, Oberrieferath 46, Stromberg 277, Ringenstellen 38, Röcklingen 235, Übersehen 89 Einwohner. Die Höfe Neuenhof hatten 8, Ohmbach 10 und Richardshohn ebenfalls 8 Einwohner.
Das Kirchdorf Leuscheid, ebenfalls zur Bürgermeisterei Herchen gehörend, hatte eine Pfarrkirche und 192 Einwohner. Die Weiler Alsen hatten 160, Dahlhausen 78, Bitze 24, Eutscheid 24, Himmeroth 33, Hundhausen 41, Leidhecke 20, Mühl 43, Kuchhausen 78, Kocherscheid 42, Locksiefen 56, Werfen 109, Saal 132, Mittelirsen 89, Reidershof 33, Schabernack 68 und Nieder-Leuscheid 43 Einwohner.
Bis 1806 gehörte Herchen zum Amt Blankenberg, danach zum Kanton Eitorf.
1910 gab es in Herchenort sechs Telefonanschlüsse (Bürgermeister Dörmer, Arzt Loewe, Grauwackesteinbrüche H. Rötsel, die Herchener Geflügelfarm Oberleutnant Rieth, Rektor Lindemann und im Pädagogium selbst). Es gab in der Gemeinde katholische Schulen in Herchen, Leuscheid und Höhe und evangelische Schulen in Herchen, Leuscheid, Stromberg, Kocherscheid, Ehrentalsmühle und Schneppe.
Bereits am 5. Oktober 1932 wurde Adolf Hitler Ehrenbürger der Bürgermeisterei Herchen. Der Antrag war von Robert Ley und der starken NSDAP-Fraktion des Gemeinderates ausgegangen.
Zur Zeit des Nationalsozialismus schloss sich das Presbyterium der evangelischen Kirchengemeinde (mit Ausnahme Röcklingens) unter der Führung des Herchener Pfarrers Dietrich Wilhelm Hartig der Bekennenden Kirche an und trat somit in den Widerstand gegen die nationalsozialistische Ideologie. Hartig zu Ehren wurde 2014 der „Pfarrer-Hartig-Weg“ im benachbarten Stromberg benannt.
Am 1. August 1969 wurde die bis dahin selbständige Gemeinde Herchen in die Gemeinde Windeck eingegliedert.
Seit 2001 wird die Geschichte des Ortes durch den Bürger- und Verschönerungsverein Herchen im Dorfarchiv im Haus des Gastes dokumentiert. Das Archiv wurde von dem Herchener Mediziner und Autor Wolf-Rüdiger Weisbach gegründet.
Für sein umfassendes Archiv und die Pflege der touristischen Infrastruktur in Herchen wurde der Bürger- und Verschönerungsverein 2019 mit dem 2. Preis des Windecker Heimatpreises ausgezeichnet.

### Bürgermeisteramt Herchen

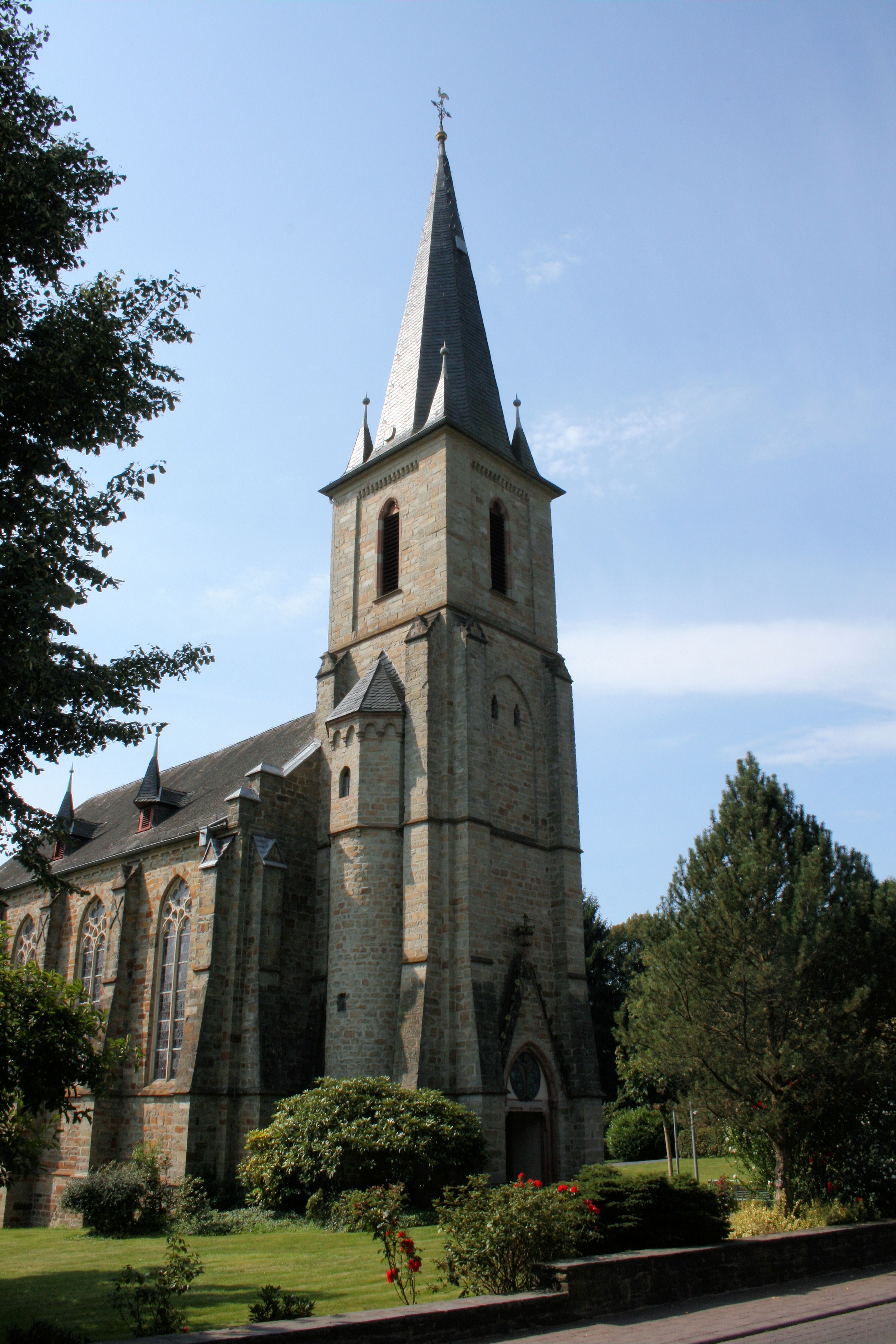
Die evangelische Kirche in Herchen

Zum früheren Bürgermeisteramt Herchen gehörten neben dem 1808 eingegliederten Kirchspiel Leuscheid die Stromberger Mark, die Herchener Höhe und die Orte Gerressen, Neuenhof mit Engelsbruch, Ohmbach, Röcklingen, Kaltbachmühle, Hoppengarten und Richardshohn. Der ehemalige Hof Ottofeld ist untergegangen.

### Einwohnerentwicklung
Einwohnerzahlen der Gemeinde Herchen:

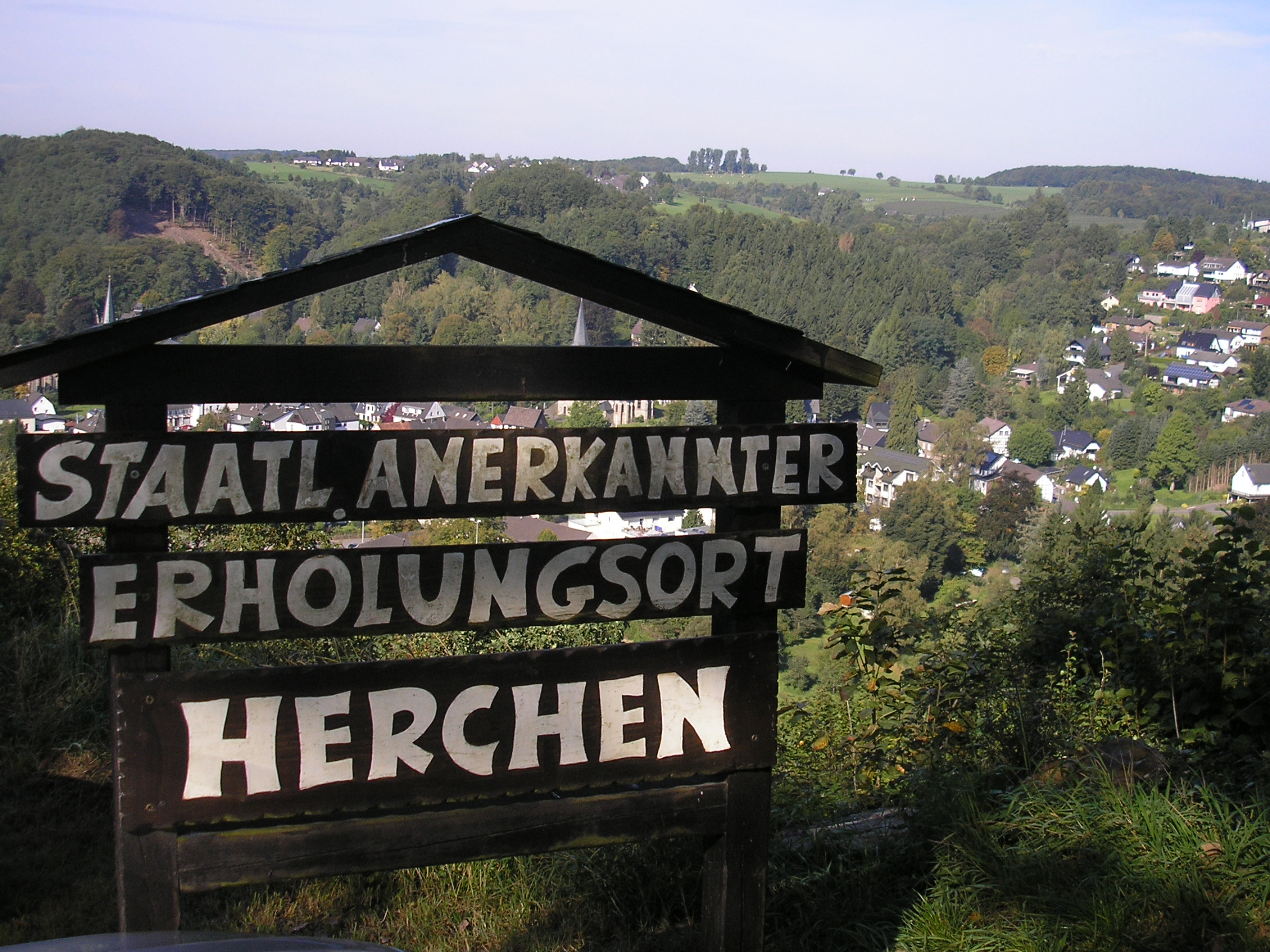
Erholungsort Herchen

| Jahr | Einwohner |
| ---- | --------- |
| 1808 | 2728      |
| 1910 | 3514      |
| 1925 | 3756      |
| 1933 | 3644      |
| 1939 | 4018      |
| 1961 | 4805      |

## Politik
Maire bzw. Bürgermeister der Gemeinde Herchen:
| Jahr            | Bürgermeister                  |
| --------------- | ------------------------------ |
| 1811–15.02.1815 | Johann Gerhard Anton Überzezig |
| 1815–1819       | Johann Peter Schildgen         |
| 1819–1846       | Friedrich Lenz                 |
| 1846–1851       | Heinrich Wilhelm Otto          |
| 1851–1864       | Karl Theodor Komp              |
| 1864–1868       | Ludwig Heuser                  |
| 1868–1871       | Josef Commer                   |
| 1871–1873       | Wilhelm Gansäuer               |
| 1873–1887       | Guido Alberty                  |
| 1887–1893       | Herr Lichtenthäler             |
| 1893–1930       | Philipp Dörmer                 |
| 1930–1931       | Herr Manner                    |

| Jahr                  | Bürgermeister                 |
| --------------------- | ----------------------------- |
| 01.05.1931–13.10.1932 | Walter Tersteegen             |
| 01.06.1933–1935       | Otto Simon                    |
| 1935–1937             | Karl Schmidt                  |
| 03.01.1938–23.09.1938 | Herr Esser                    |
| 23.09.1938–1939       | Orth                          |
| 01.06.1939–24.06.1940 | Herr Brüning / Karl Schmidt   |
| 11.03.1940–1944       | Karl Schmidt                  |
| 1944–1946             | Alfred Kuttenkeuler           |
| 06.02.1946–30.09.1946 | Armin Vogel                   |
| 01.10.1946–Mai 1947   | Albrecht Land                 |
| Mai 1947–30.04.1960   | Gemeindedirektor Josef Dahmen |

Das Wappen der Gemeinde Herchen zeigte den aufrechten, doppelschwänzigen bergischen Löwen.

## Erholungsort

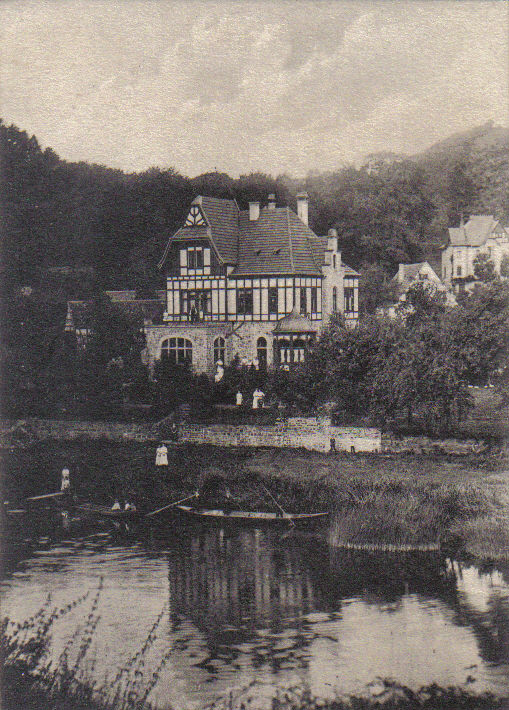
Erholungsheim Dr. Loewe, heute als Restaurant betrieben

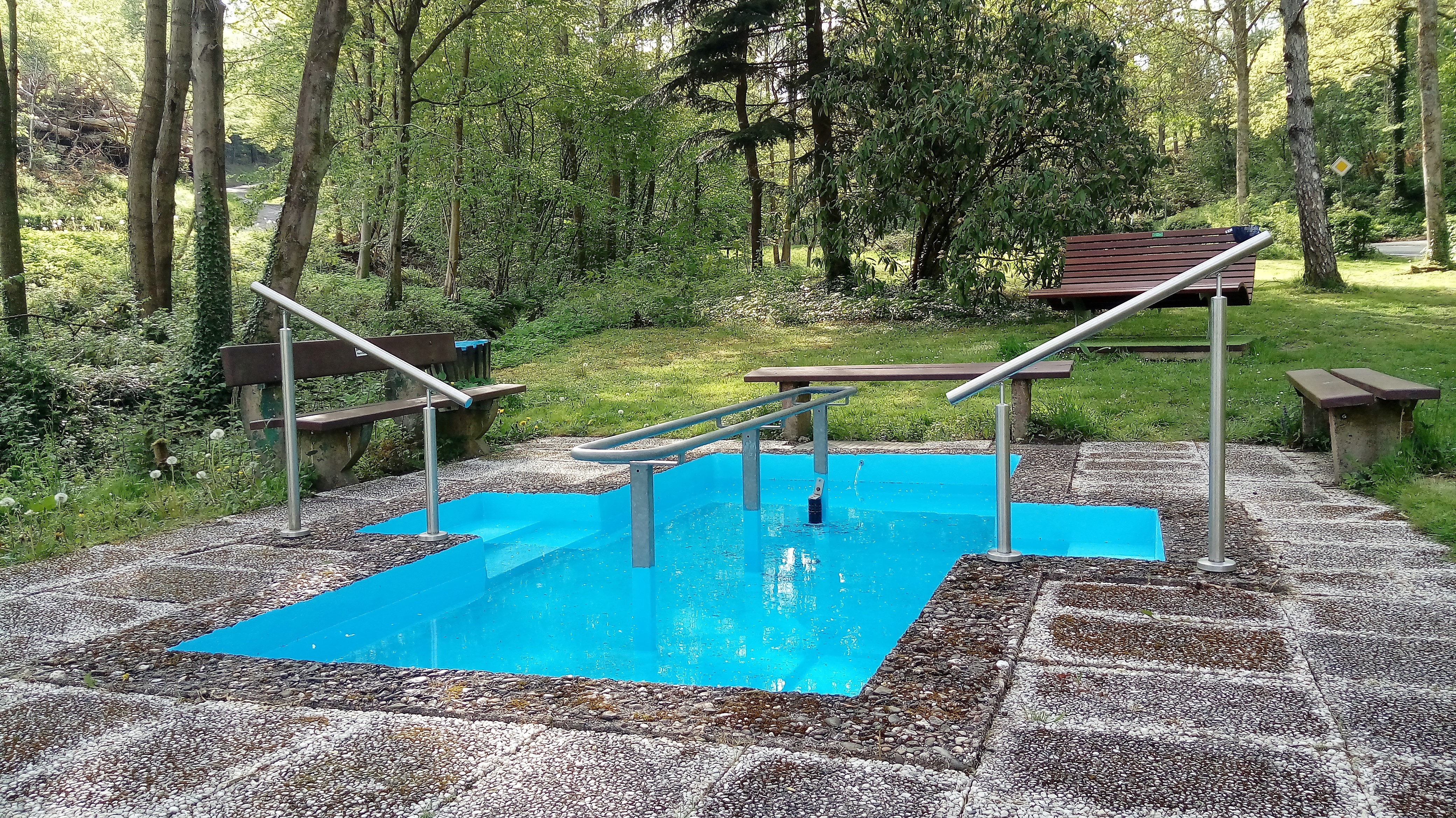
Noch heute steht das Kneipp-Tretbecken an der Höher Landstraße in Herchen in der Tradition des Erholungsortes.

Bereits früher war Herchen eine beliebte Sommerfrische, der Baedeker-Reiseführer bezeichnete den Ort 1883 als „schönsten Luftkurort des Siegkreises“. Belegt sind Aufenthalte des Musikers Engelbert Humperdinck, des Schriftstellers Josef Winckler, der hier den Tollen Bomberg geschrieben hat, und die Gruppe des Düsseldorfer Malkastens. Hierzu gehörten die Malerbrüder Oswald und Andreas Achenbach sowie Johannes Deiker, aber auch Musiker und Dichter wie Edmund Henoumont.
Die Künstlergruppe veranstaltete hier von Mitte der 1880er Jahre bis 1900 am 2. September sogenannte Sedan-Spiele. Diese Theaterstücke mit bengalischem Feuer und auf der Sieg schwimmenden Bühnenbildern wurden bald so gerühmt, dass die Eisenbahn am Spieltag Sonderzüge einsetzte.
Die Geschichte der Düsseldorfer Künstler in Herchen wird unter anderem in den Büchern „Herchen – Perle an der Sieg“ und „Vom Blitzauto zur Klümpches-Tante. Bilder und Geschichten aus dem alten Herchen“ von Wolf-Rüdiger Weisbach sowie in dem historischen Kriminalroman „Das letzte Werk“ von Stefan Läer thematisiert.
Noch heute erinnern die „Düsseldorfer Hütte“ und der „Künstlerweg“ an die Vergangenheit des Dorfes als Sommerfrische der Künstler.
Später wurden in Herchen einige Gebäude für den Kuraufenthalt errichtet, denen aber kein großer Erfolg beschieden war, beispielsweise der Herchener Hof und die Löwenburg.
Seit 1986 ist Herchen staatlich anerkannter Erholungsort.

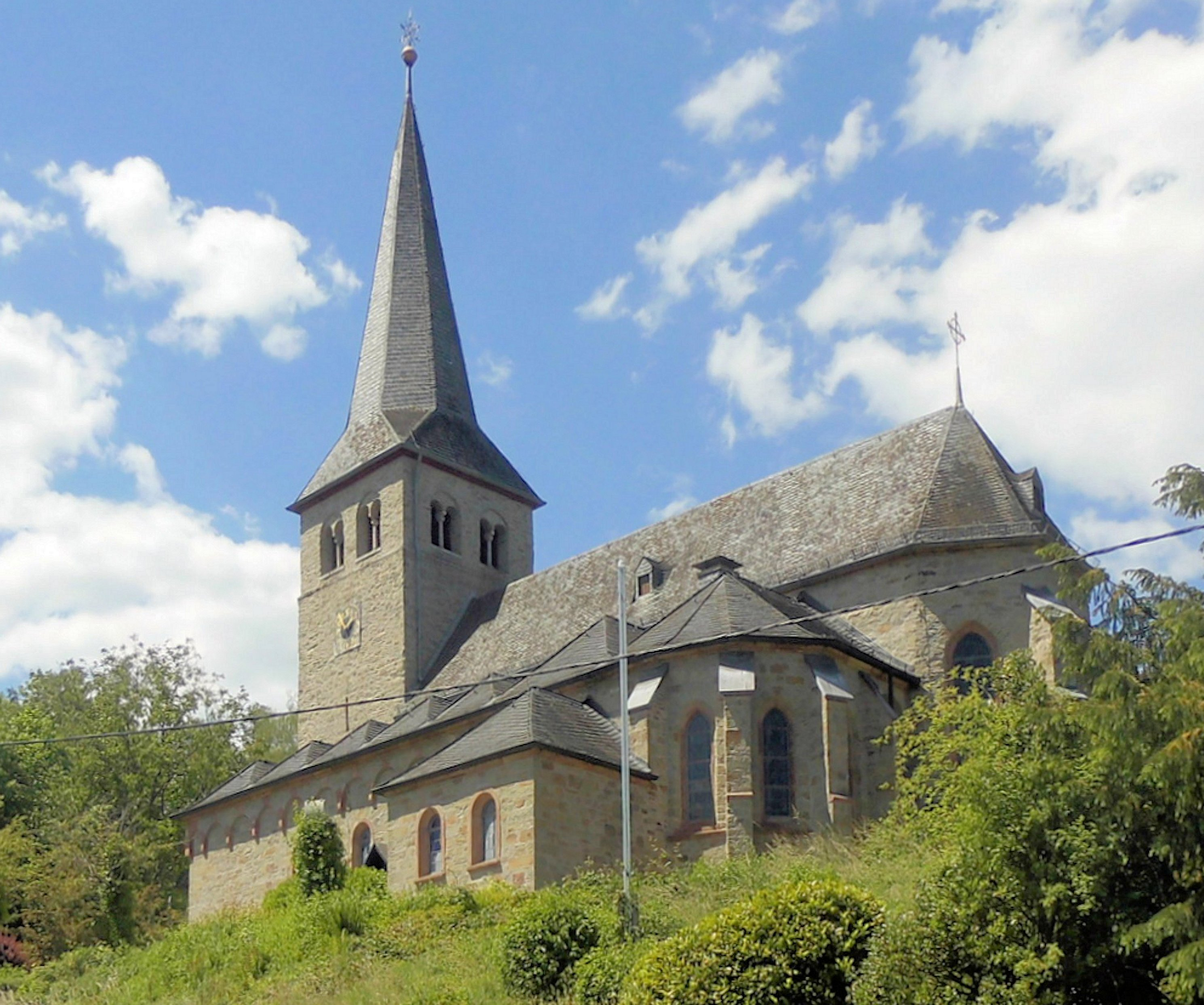
Katholische Kirche St. Peter

## Auszeichnungen
Im Landeswettbewerb Unser Dorf soll schöner werden errang Herchen 1983 Bronze, 1985 Silber und 1990 als schönstes Dorf im Rhein-Sieg-Kreis Bronze. 2006 erhielt die besondere Initiative der Frauen für die Entwicklung des Dorfes einen Sonderpreis in dem Landeswettbewerb Unser Dorf hat Zukunft; Herchen wurde Silberdorf.

## Verkehrsanbindung
Herchen ist über die Landesstraße 333 und die Landesstraße 312 erreichbar. Außerdem gibt es in dem außerhalb gelegenen Ortsteil Herchen-Bahnhof Anbindung an die Siegstrecke. Hier verkehren stündlich die Züge S12 (von Au nach Köln-Ehrenfeld) sowie die S 19 stündlich (von Herchen nach Düren) und der Rhein-Sieg-Express RE 9 (von Aachen nach Siegen). Die Buslinie 579 führt von der Grundschule Herchen nach Eitorf Bhf. und zurück, des Weiteren gibt ist die Linien 547 von Herchen Bhf. über Dattenfeld nach Rosbach Bhf. und 548 von Herchen Bhf. über Leuscheid nach Rosbach Bhf.

## Schulen
In Herchen gibt es neben einer Grundschule eine der wenigen Privatschulen Deutschlands, das Bodelschwingh-Gymnasium, welche im Besitz der evangelischen Kirche ist; sie wird im Ort immer noch Päda genannt (abgeleitet von der früheren Bezeichnung „Pädagogium“). Im Nebenort Herchen-Bahnhof bestand von 1966 bis 2013 eine Realschule, die bereits 1963 provisorisch in Herchen unterhalten wurde und 2014 zum Standort der Gesamtschule Windeck ab Jahrgangsstufe 8 umgewandelt wurde.
Außerdem befindet sich ein Kindergarten in Herchen.

## Sehenswürdigkeiten

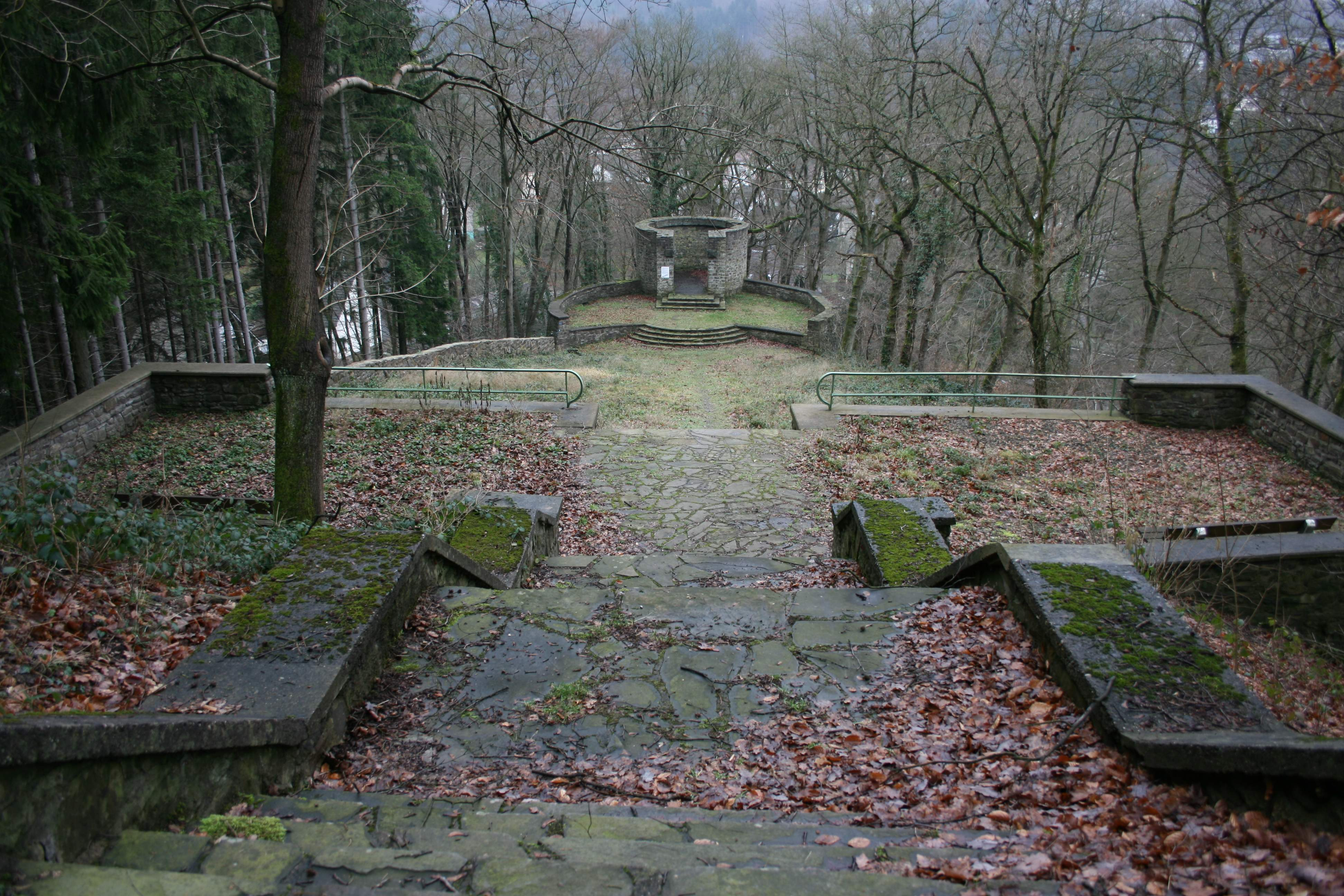
Der Thingplatz auf einem Bergsporn über dem Dorf

Neben der alten katholischen Kirche St. Peter ist der Thingplatz mit den unterhalb stehenden Kölner Kanonen geschichtsträchtig. Die evangelische Kirche wurde 1879 bzw. 1885 (Turm) erbaut. Im Haus des Gastes finden Ausstellungen und Vorstellungen statt, der dahinterliegende Skulpturenpark geht in die Anlage der Löwenburg über.
Die Plattform des ehemaligen Hindenburgdenkmals bietet einen schönen Ausblick über das Siegtal.
Außerhalb gelegen ist der mit einer Sage belegte Heilbrunnen.

### Kölner Kanonen

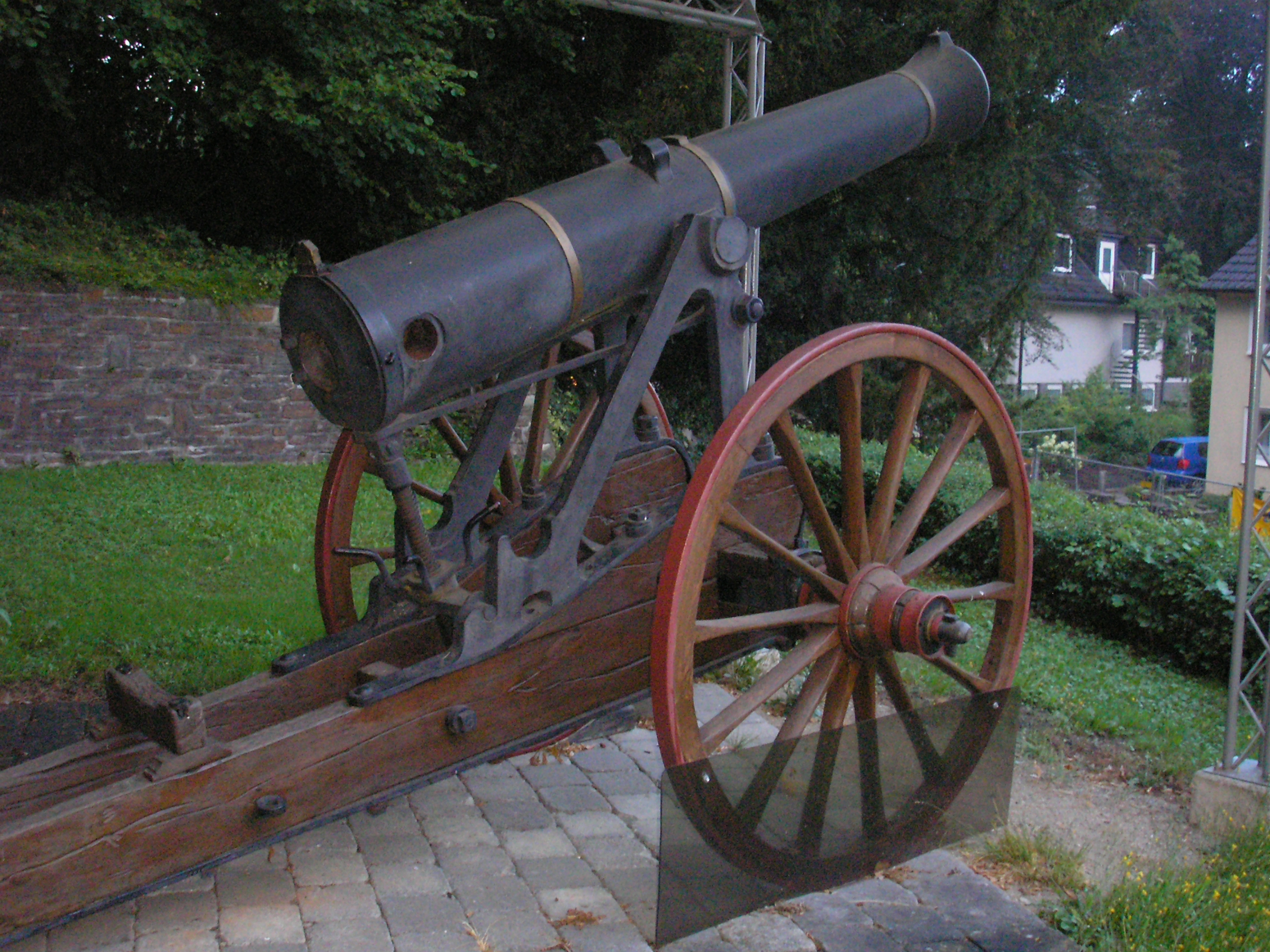
Kölner Kanone in Herchen

Bei den beiden Kölner Kanonen handelt es sich um in Lüttich hergestellte preußische C/61 Geschütze der Festungsartillerie.
Die Bauart, mit den auf die Lafettenwände aufgesetzten eisernen Böcken und der Richtmaschine, lässt darauf schließen, dass die beiden 12-zügigen 12-Pfünder mit Warendorff‘schem Kolbenverschluss zur Festungsverteidigung, der Überlieferung nach in Köln, eingesetzt waren. Diese Konstruktion ermöglichte eine größere Schussweite durch gezogenen Rohre, womit bei größtmöglicher Deckung über Brüstungen hinweg geschossen werden konnte.
Durch allerhöchste Kabinettsorder vom 18. Februar 1858, erlassen durch den damaligen Prinzregenten und späteren Kaiser Wilhelm I., wurden die drei ersten gezogenen Hinterlader-Geschütze in die preußische Artillerie eingeführt. Es waren dies zunächst der eiserne 12-Pfünder und der eiserne 24-Pfünder. Mit der Einführung dieser als C/61 bezeichneten Geschütze wurde in der preußischen Artillerie die Umstellung von den herkömmlichen Vorderlader-Geschützen mit glatten Rohren, zu modernen Hinterlader mit gezogenen Rohren vollzogen. Die damals gebräuchliche Rundkugel konnte den Anforderungen gezogener Geschützrohre und stärkeren Treibmitteln nicht mehr gerecht werden und wurde durch das Langgeschoss, damals Bleihemdgranate genannt, abgelöst.

### Naturdenkmäler

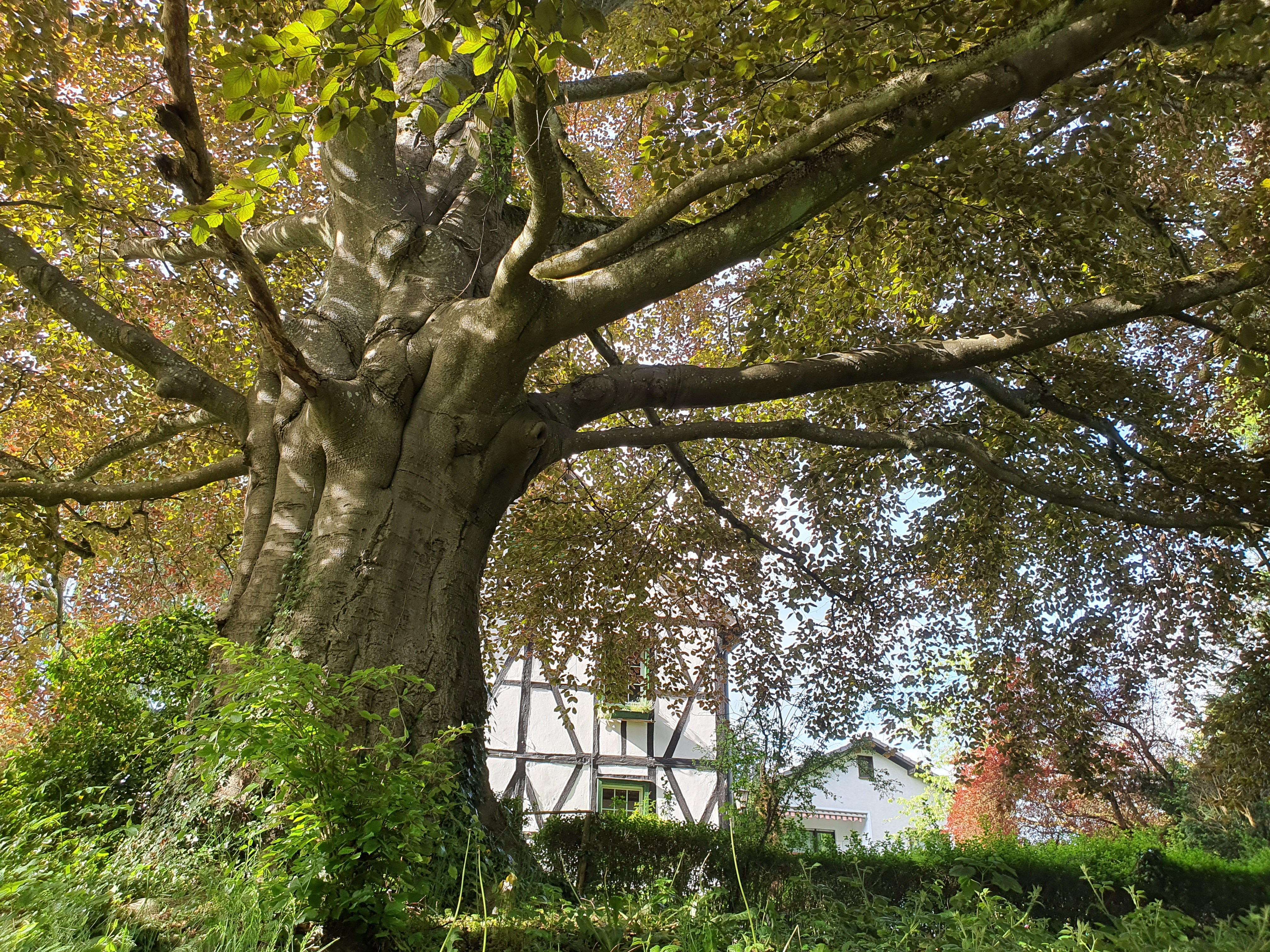
Blutbuche (Fagus sylvatica f. purpurea) an der Siegpromenade, eines der beiden Naturdenkmäler in Herchen

Zwei sehenswerte Bäume in Herchen, eine Stiel-Eiche (Standort: Alte Brücke 5) sowie eine Blut-Buche (Standort: Zur Alten Schmiede), sind als Naturdenkmäler ausgewiesen.

## Veranstaltungen

### Dörfliche Traditionen
In Herchen gibt es einen Karnevalsumzug am Karnevalssonntag, der von der örtlichen Karnevalsgesellschaft Rot-Weiß Herchen 1994 e. V. veranstaltet wird. Der traditionelle Narrenruf lautet „Herchen Alaaf“.
Am Pfingstsamstag ziehen Herchener Männer von Haus zu Haus und bringen bekannte Volkslieder zu Gehör. Diese Tradition des „Pfingsteiersingens“ wird bereits seit 1574 gepflegt. Im Anschluss an das Singen wird um eine Gabe in Form von Eiern oder eine Geldspende gebeten. Traditionell wird nach dem Pfingsteiersingen das Eierkuchenfest im Kurpark gefeiert.
Am ersten Julisonntag wird die Siegtalstraße von Siegburg bis Siegen für den Autoverkehr gesperrt („Siegtal pur“). Auch in Herchen gibt es einige Verpflegungsstände.
Im August wurde bis in die jüngere Vergangenheit eine kleine Dorfkirmes veranstaltet.

### Kabarett
Dank des Windecker Matineevereins finden in Herchen regelmäßig Veranstaltungen mit deutschlandweit bekannten Kabarettisten statt. Der in Werfen lebende Hanns Dieter Hüsch hob den Verein 1992 mit aus der Taufe und trug durch seine zahlreichen Kontakte maßgeblich zu dessen Erfolg bei.

## Sport und Freizeit
Der Ort besitzt einen Haupt-Sportplatz auf der Siegseite des Bergischen Landes und einen neueren Trainingsplatz in Übersehn, beides sind Rasenplätze. Genutzt werden sie vom Turn- und Sportverein Herchen 1922 e. V. Die erste Fußball-Herrenmannschaft des Ortes spielt seit der Saison 2018/2019 in der Kreisliga B3/Sieg/Mittelrhein.
Weitere Sportarten sind Volleyball, Schwimmen (Halle des Bodelschwingh-Gymnasiums), Seniorensport, Tennis und Damengymnastik.
In der Sporthalle des Bodelschwingh-Gymnasiums trug der ehemalige Volleyball-Zweitligist TSV Germania Windeck einige Jahre lang seine Heimspiele aus. Die zweite Herrenmannschaft des Vereins (Landesliga) trägt ihre Heimspiele noch heute in der Realschule Herchen aus.
Nahe der Sieg neben der „Löwenburg“ befindet sich ein Minigolfplatz. Zudem ist es bei entsprechender Witterung möglich, sich Tretboote auszuleihen.

### Wandern und Radfahren

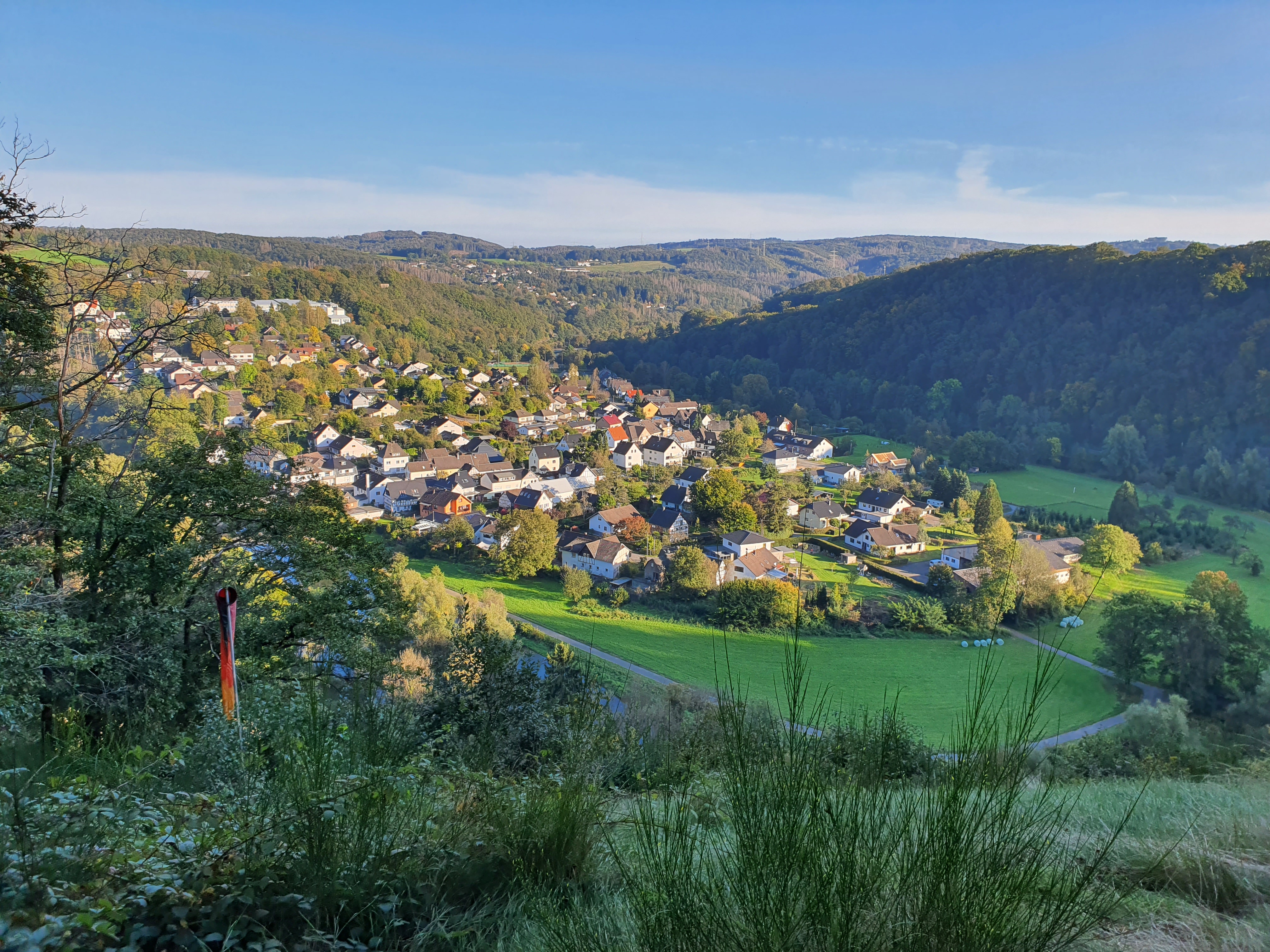
Der Künstlerweg führt am Startplatz der Gleitschirmflieger in Herchen vorbei. Von dort bietet sich ein schöner Ausblick auf den Herchener Ortsteil Übersehn.

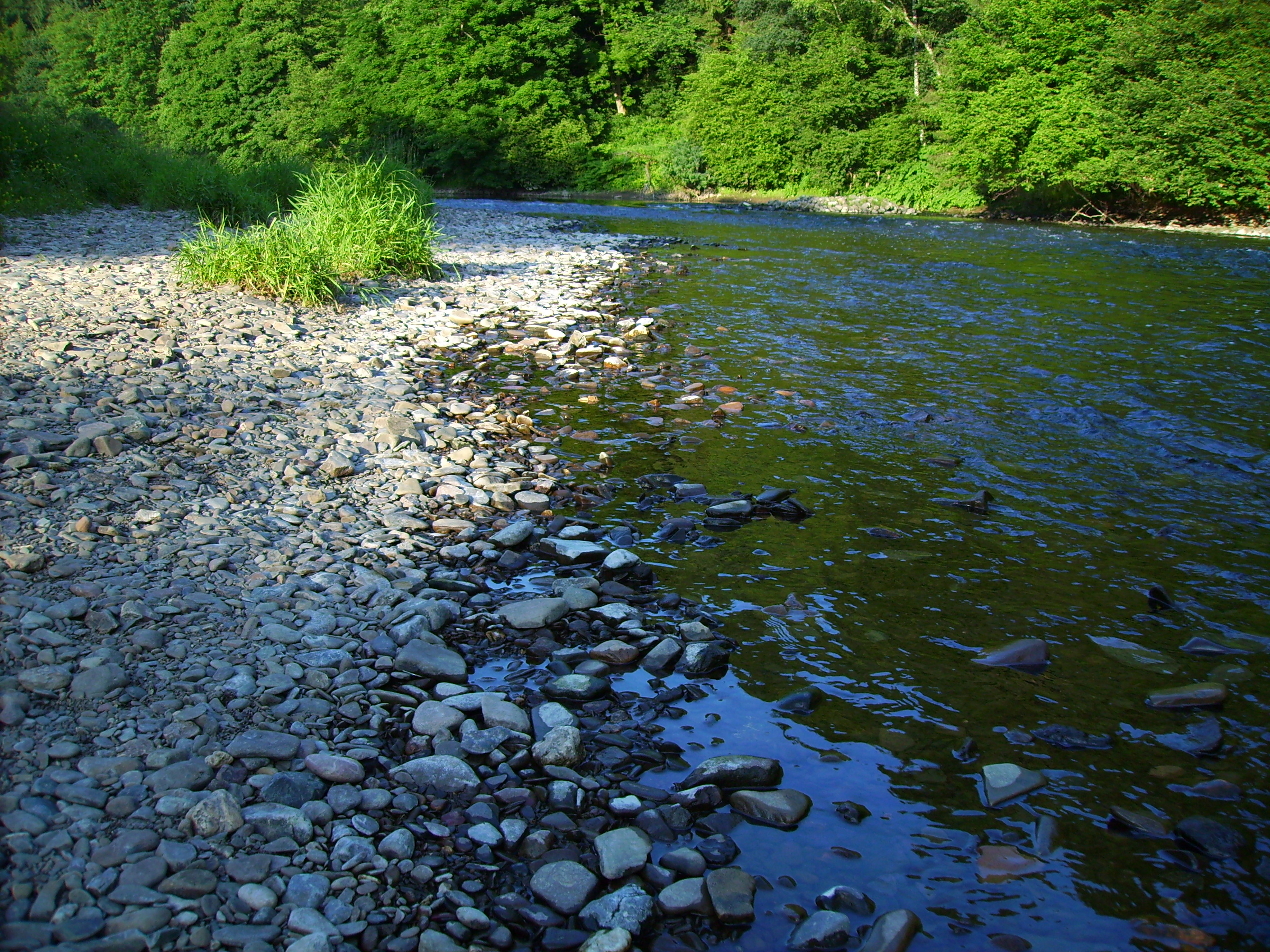
Der Siegstrand in Herchen. Der Siegtal-Radweg führt ganz in der Nähe vorbei.

Herchen empfiehlt sich für Wandersportler, da ein ganzes Stück Natursteig Sieg um das Dorf herumführt: Auf der fünften Etappe (21,4 Kilometer) lohnt sich – von Eitorf kommend – ein Abstecher in den Ort, die sechste Etappe (18,8 Kilometer) startet und endet in Herchen-Bahnhof. Die anspruchsvolle siebte Etappe (18,3 Kilometer) des Natursteigs führt von Herchen-Bahnhof über den Philosophenweg nach Schladern.
Erlebniswege in und um Herchen sind der Künstlerweg (knapp 6 Kilometer) und der Wälderweg (18 Kilometer).
Wesentlich älter als der Natursteig Sieg und die Erlebniswege Sieg ist der Kölner Weg, ein in Köln beginnender Weitwanderweg, der erstmals 1913 angelegt wurde. Die vierte Etappe des Kölner Weges führt von der Herchener Höhe hinab bis ins Siegtal nach Herchen (17,4 Kilometer). Auf der fünften Etappe gelangt man von Herchen über Herchen-Bahnhof bis nach Leuscheid (13 Kilometer).
Auf dem Heilbrunnenweg gelangt man direkt von Herchen (oberhalb des Gymnasiums) zum Heilbrunnen nahe der Ortschaft Ohmbach.
Der Siegtal-Radweg, der von der Quelle bis zur Mündung der Sieg in den Rhein verläuft, führt auf seiner dritten Etappe durch Herchen.

## Persönlichkeiten
- Peter Heuser (* 1865 in Herchen; † 1930 in Wiesbaden), Oberbürgermeister der Stadt Recklinghausen
- Dietrich Wilhelm Hartig (* 1877; † 1938 in Solingen), evangelischer Theologe und Angehöriger der Bekennenden Kirche, Pfarrer in Herchen
- Wolf-Rüdiger Weisbach (* 1941 in Sackisch, Landkreis Glatz, Provinz Niederschlesien), Landarzt, Autor und Künstler in Herchen
- Katrin Kirchner (* 1944 in Herchen), Journalistin und Autorin